# Albert Dumont
Albert Louis Constant Dumont (Neufchâteau, 5 juni 1853 - Sint-Gillis, 26 oktober 1920) was een Belgisch architect. Door zijn voorliefde voor eclectische neostijlen is zijn werk heel divers. Hij was een francofiel maar ook een anglofiel.

## Leven
Op 17 april 1876 huwde hij Maria-Celestine-Camille Hebbelynck (1849-1920). Ze zouden 13 kinderen krijgen.
Dumont was een autodidact die in het begin van zijn carrière actief was in zijn woonplaats Brussel. Met Alban Chambon bouwde hij de sprookjesachtige Parkschouwburg in Amsterdam. Later verlegde hij zijn werkterrein naar de kust, waar hij een fenomenaal aantal villa's en cottages bouwde. In De Panne liep zijn samenwerking met grootgrondbezitter Calmeyn aanvankelijk op niets uit, maar hij zou vanaf 1902 toch zijn stempel drukken in wat nu de Dumontwijk heet. Hij werkte daarvoor samen met zijn zoon Alexis Dumont. In Middelkerke bouwde hij een 200-tal villa's, waarvan er maar een minderheid bewaard is. Ook uit Frankrijk kreeg hij opdrachten: Le Touquet, Hardelot-Plage, Malo-les-Bains...
Zijn meesterwerk is het imposante Stadhuis van Sint-Gillis en de Université du Travail in Charleroi.
|  |  |  |

## Werk (selectie)
- 1877: vier huizen in de Capouilletstraat, Sint-Gillis - nu verdwenen[1]
- 1880: eigen woning (Schotlandstraat 17, Sint-Gillis)
- 1882: Parkschouwburg, met Alban Chambon (Amsterdam) - gesloopt in 1912[2]
- 1891: houten casino Middelkerke
- 1892-1913: aanleg van wijk in De Panne en ontwerp van talrijke villa's
- 1896: woning Hinthel (Marie-Louisesquare, Brussel)
- 1898: herenhuis (Komediantenstraat 24, Brussel) - in 2004 gerestaureerd[3]
- 1899: Landhuis Te Nitterveld (Savooistraat 223, Ronse)
- 1899: Villa Doris, met sgraffiti van Gabriel Van Dievoet (Zeedijk, 177, Middelkerke)
- 1896-1904: Gemeentehuis van Sint-Gillis
- 1900: Villa Beckers (Tervurenlaan, Etterbeek) - afgebroken
- 1905-1907: Université du Travail (Charleroi) - nu gekend als Bâtiment Gramme

## Eerbetoon
- In De Panne is een gedenkteken opgericht voor Albert Dumont
- Een straat in Sint-Lambrechts-Woluwe is naar hem vernoemd.

## Voetnoten
1. ↑  Capouilletstraat. Gearchiveerd op 14 februari 2016.
2. ↑  Parkschouwburg, Amsterdam (bezocht op 22 september 2014). Gearchiveerd op 8 december 2015.
3. ↑  Anne-Marie Pirlot en Jean-Paul Midant (2003), Albert Dumont, architect 1853-1920. 24 Komediantenstraat te Brussel, 64 blz.

- Union List of Artist Names: 500232440
- Virtual International Authority File: 172909268